# Lu You
Lu You (xinès:陆游) (1125 - 1210), de nom literari (hao) Fang Weng, i nom de cortesia (zi) Wu Guan, va ser un dels més importants i prolífics escriptors xinesos de la dinastia Song meridional o del Sud. Va destacar per la seva col·lecció de gairebé 10.000 poemes i nombroses peces en prosa.

## Biografia
Va néixer el 13 de novembre de 1125, a l'antic comtat de Shanyin, situat a Yuezhou, prefectura que ocupava l'actual província de Zhejiang.
La seva vida va estar marcada tant per "l'incident de Jingkang" també conegut com "la humiliació durant l'any de Jingkang" durant el període de les guerres entre els Jin i els Song, succés en el qual la Dinastia Jin (Khitans) va aprofitar l'absència dels exèrcits imperials dels Song per prendre la seva capital. Aquests fets es van produir quan el poeta només tenia un any, durant un període de transició entre les dinasties Song Septentrional i Meridional, una etapa en la qual va regnar el caos i la inestabilitat que marcaria al poeta al llarg de tota la seva vida.

### Carrera política
Va obtenir el primer lloc en els exàmens imperials pel Ministeri de Ritus. El 1611 la seva oposició al canceller Qin Hui i les critiques al general Zhang Jun, lin va valer la prohibició d'ocupar càrrecs públics. El 1170 trasl·ladat a Sichuan, va participar en primera línia en les campanyes militars contra l'invasor.
El 1175, va tornar a Sichuan on coneix al poeta Fan Chengda. En aquesta època va ocupar diversos càrrecs a Fujian (governador), Jiangnan i Jianxi abans de retirar-se a la seva ciutat natal Shanyin.

### Carrera literària
Des de petit va saber continuar amb la tradició d'una família plena d'intel·lectuals, la seva fama es va començar a propagar quan només era un nen, i va arribar a ser considerat poeta als 12 anys.
Se´l considera com un dels majors poetes patriòtics de l'antiga Xina, amb moltes referències als esdeveniments polítics i militars de la seva joventut.
Lu, principalment, un poeta, va guanyar renom per la seva expressió directa i senzilla i per la seva atenció als detalls realistes, trets que el diferencien de l'estil elevat característic de l'escola de poesia de Jiangxi. Va escriure diversos poemes en la forma gushi 古诗 (poesia antiga) i va sobresortir en la forma lüshi 禄诗 (poesia regulada), amb els patrons típics dels grans poetes de la dinastia Tang. També va escriure un llibre sobre viatjes, "Ru Shu ji" (Viatge a Shu).
Durant la jubilació, Lu va dedicar la major part de la seva poesia a temes relacionats amb la vida rural. igual que el poeta Tao Qian (Tao Yuanming), que va adoptar com a model, Lu va descriure el camp rural amb detall, especialment de Zhejiang, evocant els seus estats d'ànim i escenes mitjançant imatges fresques i precises.
Va morira Shaoxing el 26 de gener de 1210.